# Colegiata de Santa María (Borja)
La colegiata de Santa María es un templo católico ubicado en  Borja (Zaragoza, España) es un conjunto monumental formado por la iglesia, elevada a colegiata en 1449 y reducida a parroquia mayor en 1852 que además contiene el claustro, adosado  en su lado sur.

## Descripción
La iglesia es de nave única, de cinco tramos, cubierta con bóveda de cañón con lunetos, grandes capillas laterales abiertas entre sus contrafuertes, coro bajo, en los pies, y cabecera poligonal con varias dependencias anejas, entre las que sobresale la sacristía, además de una cripta subterránea.
El claustro, parcialmente cegado, es de planta cuadrada, con tres crujías de siete tramos cubiertas con bóveda de crucería y una cuarta crujía desvirtuada por la apertura en los siglos XVI y XVII de varias capillas.
Toda la construcción tiene fábrica de ladrillo, excepto la base de la torre del Reloj que, por ser la parte más antigua, está construida en piedra sillar. Esta torre está situada en el lado sur del último tramo de la nave, mientras que en el lado norte de éste se eleva otra torre posterior. Ambas tienen cuatro cuerpos, pero diferentes estilos constructivos.
Es precisamente la superposición de estilos uno de los hechos más destacados en este conjunto, que se empezó a construir en el siglo XII en estilo románico, se continuó en gótico y mudéjar (apreciable en la Torre del Reloj, la traza del claustro o la decoración del ábside) y se reformó totalmente en época barroca, tras el incendio de 1775, en un estilo clasicista francés de estela pilarista, como se deduce de su decoración interior a base de yeserías y pinturas murales y del atrio de acceso desde el exterior en el lado norte.

## Historia

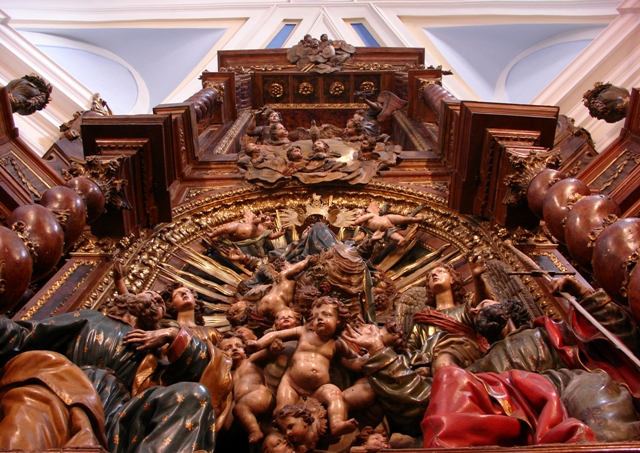
Retablo de la Colegiata de Santa María (Borja)

La Colegiata ha pasado por diferentes etapas históricas, íntimamente ligadas a su construcción, que pueden resumirse en tres.

### Primera etapa: siglosXIIaXV
La documentación existente sugiere que a principios del siglo XII ya existía una parroquia que ocupaba idéntico emplazamiento y dimensiones. Sufre algunas reformas en el siglo XIII aunque no se conocen con exactitud.

### Segunda etapa: mediadossigloXVa finalesXVII
La segunda etapa se inicia con la concesión del título de Colegiata y supone la más importante reforma realizada. En 1445 el Papa Eugenio IV otorgó la primera bula por la que se concedía a la Iglesia de Santa María el título de Colegiata. La vecina localidad de Tarazona interpuso un pleito por tal concesión y tras la muerte del anterior papa, tuvo que ser el Papa Nicolás V quién firmara una segunda bula con la misma finalidad que la anterior en 1449. En el año 1465, poco tiempo después de que Santa María obtuviese el rango Colegial, Juan II de Aragón dio su permiso para construir el claustro que actualmente se conserva algo modificado.
Al claustro siguió la reforma de la Iglesia encargada al maestre Antón de Veoxa, quien en 1534 firmó sus contrato para realizar las obras. En dicha reforma participaron otros importantes imagineros como Baltasar de Raz y Joan Roger, que hicieron el Coro y los sobreportales de las Capillas Nuevas, el zaragozano Alonso de Leznes, quien hizo el crucero, o Juan de Langarica, que fue el encargado de construir el portegado de la Iglesia. A esta etapa pertenecen la mayoría de las Capillas actualmente conservadas. Del año 1596 data la reforma de la torre del reloj cuyo chapitel se había desplomado en 1591. En esta reforma se decidió darle más altura a dicha torre.
Posteriormente en el siglo XVII se lleva a cabo la adquisición de terrenos colindantes para la construcción de nuevas capillas, gran parte de ellas en torno al patio del Claustro.

### Tercera etapa:sigloXIX
Durante el siglo XVIII se hace patente el mal estado de las bóvedas de la colegiata. No es hasta 1815 cuando comienzan las obras de restauración que afectaron a la totalidad del monumento. Se repara el Claustro y las bóvedas, se retejan las cubiertas, se afianzan los cimientos, se retocan las pilastras, se doran lospúlpitos, se colocan nuevos azulejos se pintan capillas y se blanqueó la Iglesia entera. Todo ello en un período que abarca desde 1815 a 1836. Los gastos fueron costeados por el Cabildo de Borja, la Diócesis de Tarazona y el Ayuntamiento de Borja.
En 1852, la Colegiata fue reducida a Parroquia Mayor en virtud de los acuerdos del concordato firmado entre la Santa Sede y la reina Isabel II. En dicho acuerdo figuraba que, después de algunas excepciones entre las que no figuraba la Colegiata de Borja, "todas las demás Colegiatas, cualesquiera que sea su origen, antigüedad y fundación, quedaran reducidas a Iglesias Parroquiales".